# Ljuva ungdomstid (pjäs)
Ljuva ungdomstid, originaltitel Ah, Wilderness! är en pjäs (komedi), skriven av Eugene O'Neill med premiär i USA år 1933.